# 伊豆田莉奈
伊豆田 莉奈（いずた りな、1995年〈平成7年〉11月26日 - ）は、日本とタイで活動した元アイドルであり、女性アイドルグループAKB48・BNK48・CGM48の元メンバー。CGM48では総支配人を務めた。
埼玉県出身。IC45 Entertainment所属。

## 経歴
中学生の時、学校行事で「会いたかった」を歌い踊ったのをきっかけにAKB48に興味を持つ。その後2010年3月、AKB48のオーディションに締切ギリギリで応募。合格しAKB48の10期研究生となった後、2012年6月24日に正規メンバーに昇格した。
2016年9月頃、新設されるBNK48への移籍を本人が希望し、2017年4月13日の「小嶋陽菜『好感度爆上げ』公演」の際に、移籍が発表された。
2017年6月29日に行われた壮行会公演をもってAKB48としての活動を終了。
2019年7月10日、CGM48に移籍し、支配人に就任することをタイ・バンコクでの記者会見で発表した。
CGM48のオリジナル曲「มะลิ（マリ）」では、プロデュースにも参加。
2024年7月7日に行われたグループの七夕イベントにて、CGM48から卒業することを発表した。同年11月30日に卒業コンサート「Izurina’s Graduation Concert ทุกคน Arigatou」をバンコク・Ultra Arena Bravo BKKで開催し、約15年にわたるアイドル人生にピリオドを打った。
CGM48卒業後は、引き続きタイ国内でテレビやラジオなどで活動中。

## CGM48・BNK48・AKB48での参加楽曲

### シングル選抜楽曲
CGM48名義
- Chiang Mai 106
  - お願いヴァレンティヌ
  - CGM48（AomとWセンター）
- メロンジュース
  - 誰かのために
- Mali
  - Chain of Love
  - あなたがいてくれたから
- 2565
  - Only Today
- 「LOVE TRIP」に収録
  - チャンスの順番

- 桜、みんなで食べた
  - RESET
  - アリガトウ

BNK48名義
- 恋するフォーチュンクッキー
  - BNK48
- 「初日」に収録
  - 涙サプライズ!
- 「君はメロディー」に収録
  - 夢へのルート
- 「Beginner」に収録
  - 君のことが好きだから
- 「ヘビーローテーション」に収録
  - 走れ! ペンギン
- 「ビリーバーズ」に収録
  - Make Noise
- 「Kiss Me!」に収録
  - 胡桃とダイアローグ

AKB48名義
- 「桜の木になろう」に収録
  - 黄金センター - 「チーム研究生」名義
- 「Everyday、カチューシャ」に収録
  - アンチ - 「チーム研究生」名義
- 「風は吹いている」に収録
  - 蕾たち - 「チーム4+研究生」名義
- 「GIVE ME FIVE!」に収録
  - ユングやフロイトの場合 - 「スペシャルガールズC」名義
- 「真夏のSounds good !」に収録
  - 3つの涙 - スペシャルガールズ名義
- 「ギンガムチェック」に収録
  - あの日の風鈴 - 「ウェイティングガールズ」名義
- 「UZA」に収録
  - 孤独な星空 - 「Team A」名義
- 「永遠プレッシャー」に収録
  - 私たちのReason
- 「So long !」に収録
  - Ruby - 「篠田TeamA」名義
- 「さよならクロール」に収録
  - イキルコト - 「Team A」に収録
- 「ハート・エレキ」に収録
  - キスまでカウントダウン - 「Team A」名義
- 「前しか向かねえ」に収録
  - 恋とか…
- 「ラブラドール・レトリバー」に収録
  - Bガーデン - 「Team B」名義
- 「希望的リフレイン」に収録
  - ロンリネスクラブ - 「Team B」名義
  - Reborn - 「チームサプライズ」名義（センター）
- 「唇にBe My Baby」に収録
  - なんか、ちょっと、急に… - 「Team 4」名義
- 「翼はいらない」に収録
  - 考える人 - 「Team 4」名義

### アルバム選抜楽曲
CGM48名義
『永遠プレッシャー』に収録
- Mali (Special Version)

『久しぶりのリップグロス』に収録
- 久しぶりのリップグロス

BNK48名義
『ジャーバージャ』に収録
- Reborn（センター）

AKB48名義
『ここにいたこと』に収録
- High school days - 「チーム研究生」名義
- ここにいたこと - 「AKB48+SKE48+SDN48+NMB48」名義

『1830m』に収録
- ミニスカートの妖精
- さくらんぼと孤独 - 「研究生」名義
- 青空よ 寂しくないか? - 「AKB48+SKE48+NMB48+HKT48」名義

『次の足跡』に収録
- 確信がもてるもの - 「Team A」名義

『ここがロドスだ、ここで跳べ!』に収録
- To goで - 「倉持Team B」名義

『0と1の間』に収録
- 泣き言タイム - 「Team 4」名義

### その他の参加楽曲
シングル「初恋は実らない」（おじゃる丸シスターズ名義、2011年5月11日発売）
- 初恋は実らない（NHKアニメ『おじゃる丸』第14シリーズ（2011年）エンディング・テーマ）
- かたつむり〜おじゃる丸シスターズ・バージョン〜

### 劇場公演ユニット曲
研究生「シアターの女神」公演
- ロッカールームボーイ
- 初恋よ こんにちは

チームB 5th Stage「シアターの女神」
- ロマンスかくれんぼ（前座ガール）
- 初恋よ こんにちは（渡辺麻友のアンダー）
- 嵐の夜には（宮崎美穂のアンダー）
- キャンディー（河西智美のアンダー）
- ロッカールームボーイ（平嶋夏海のアンダー）

チームK 6th Stage「RESET」
- 檸檬の年頃（前座ガールズ）
- 制服レジスタンス（横山由依のアンダー）

チームA 6th Stage「目撃者」
- ミニスカートの妖精（前座ガールズ）
- 腕を組んで（仲谷明香のアンダー）
- ☆の向こう側（岩佐美咲のアンダー）
- サボテンとゴールドラッシュ（片山陽加のアンダー）

チーム4 1st Stage「僕の太陽」
- 僕とジュリエットとジェットコースター[15]

研究生公演「RESET」
- 制服レジスタンス

研究生公演「僕の太陽」
- 僕とジュリエットとジェットコースター

篠田チームA ウェイティング公演
- スカート、ひらり（チームA 1st Stage「PARTYが始まるよ」、田野優花のアンダー）
- 純愛のクレッシェンド（チームA 4th Stage「ただいま恋愛中」、小谷里歩のアンダー）
- 黒い天使（チームA 5th Stage「恋愛禁止条例」、仁藤萌乃のアンダー）
- 雨のピアニスト（チームS 2nd Stage「手をつなぎながら」、佐藤すみれのアンダー）
- ガラスのI LOVE YOU（チームA 2nd Stage「会いたかった」、田野優花のアンダー）

横山チームA ウェイティング公演
- 記憶のジレンマ（ひまわり組 2nd Stage「夢を死なせるわけにいかない」、高橋みなみのアンダー）
- キャンディー（チームB 5th Stage「シアターの女神」、兒玉遥のアンダー）
- 残念少女（チームB 4th Stage「アイドルの夜明け」、川栄李奈のアンダー）
- 抱きしめられたら（チームK 5th Stage「逆上がり」、田野優花のアンダー）

チームB ウェイティング公演
- 思い出以上（チームS 3rd Stage「制服の芽」、片山陽加のアンダー）

チームB「パジャマドライブ」公演
- パジャマドライブ（朝長美桜のアンダー）
- 純情主義（平田梨奈のアンダー）
- 鏡の中のジャンヌ・ダルク（橋本耀、大家志津香のアンダー）

岩本輝雄「青春はまだ終わらない」公演
- 青空カフェ

田中将大「僕がここにいる理由」公演
- エンドロール（永尾まりやのアンダー）

チーム4 4th Stage「夢を死なせるわけにいかない」
- 記憶のジレンマ
- となりのバナナ（岩立沙穂のユニットアンダー）

チームA 7th Stage「M.T.に捧ぐ」
- She's gone（白間美瑠のアンダー）

チームB 7th Stage「ただいま　恋愛中」
- 帰郷（内山奈月のアンダー）

小嶋陽菜「好感度爆上げ」公演
- スカート、ひらり
- Relax!（篠崎彩奈のアンダー）
- 抱きしめられたら（小嶋菜月のアンダー）

リバイバル公演「僕の太陽」
- 僕とジュリエットとジェットコースター

## 出演

### 舞台
- リーディングシアター「恋工場」（2016年9月23日、ベルサール渋谷ガーデン Cホール）[16]